# Операция Линда Нчи
Операция Линда Нчи (в переводе с суахили — «Защити страну») — контртеррористическая операция вооруженных сил Кении для обеспечения безопасности в Северо-восточной провинции Кении и освобождения соседних провинций Сомали от радикальных исламистов из группировки Аш-Шабааб.

## Силы сторон

### Кения и союзники
В ходе операции участвовали как войска Кении, так и войска Переходного правительства Сомали, миротворцы Африканского союза, Вооружённые силы Эфиопии а также поддерживающие их флоты Франции и США. Также в операции принимали участие беспилотные летательные аппараты США.

#### Кения[1]
- 1-й пехотный батальон
- 78-й танковый батальон
- 77-й артиллерийский дивизион
- 65-й батальон полевой артиллерии
- вертолеты MD-500 из состава 50-го аэромобильного батальона
- эскадрилья самолётов F-5
- сторожевые корабли и патрульные катера с ВМБ Мтонгве (Момбаса) и Манда (архипелаг Ламу).

#### США
- ударные беспилотные летательные аппараты ВВС США MQ-9 Reaper
- ВМС США

#### Франция
- ВМС Франции

#### Сомали
- 4-5 тысяч ополченцев Переходного федерального правительства, Джубаленда и (предположительно) виртуальной Азании[2].

## Ход операции

### Начало операции
Формальным поводом для вторжения кенийских войск на территорию Сомали стало похищение иностранных работников из лагерей сомалийских беженцев на территории Кении, а также активизировавшаяся подрывная деятельность боевиков из группировки Аль-Шабааб. Перед началом операции на границе с Сомали была создана объединённая группировка сухопутных, воздушных и военно-морских сил Кении, включающая до 4-х тысяч солдат. Оперативное управление осуществлялось из города Гарисса, где был развёрнут командный пункт объединённой группировки.
16 октября крупная группировка кенийских войск при поддержке авиации и артиллерии пересекла границу Сомали. Представители кенийского правительства утверждали, что вторжение осуществляется с целью преследования боевиков Аль-Шабааба. Во время переброски войск к границе упал кенийский военный вертолёт. Данных о пострадавших нет.
17 октября Аль-Шабааб потребовал, чтобы Кения вывела войска.
27 октября Аль-Шабааб объявил Кении войну.
28 октября было сообщено, что для операций в Сомали США начали запускать с аэродрома в городе Арба-Мынч в Эфиопии беспилотники MQ-9 Reaper, оснащённые ракетами и бомбами со спутниковым наведением. Однако, по другим сведениям, эти беспилотники не вооружены и используются лишь для разведки, а собранная информация передаётся кенийским военным.
30 октября ВВС Кении нанесли удары по городу Джилиб в Сомали. Местный старейшина сообщил Reuters, что жертвами бомбардировок стали 12 человек, в том числе шесть детей, 52 человека получили ранения.
19 ноября армия Эфиопии вошла в Сомали. По словам местных жителей, колонна эфиопской бронетехники продвинулась вглубь сомалийской территории примерно на 80 километров. Всего границу пересекли около 30 бронемашин и военных грузовиков, а также некоторое количество солдат. Очевидцы сообщили, что военные разбили лагерь неподалёку от населённого пункта Гуриэл. Официальный пресс-секретарь правительства Эфиопии не подтвердил, но и не опроверг факт пересечения границы. В то же время, анонимный источник в руководящих кругах страны сообщил, что, вероятно, эфиопские войска будут оказывать поддержку Кении в операции против группировки «Аль-Шабааб», контролирующей значительную часть Сомали.
Таким образом, к концу ноября для Аль Шабааба сложилась весьма сложная военно-политическая ситуация: исламистам пришлось воевать сразу на три фронта. Против войск Кении с юга, Эфиопии с запада и войск Федерального Переходного правительства Сомали и АМИСОМ с востока. Единственным преимуществом повстанцев было то, что операции войск Кении и Эфиопии не были согласованы между собой и проводились независимо друг от друга.

### Боевые действия

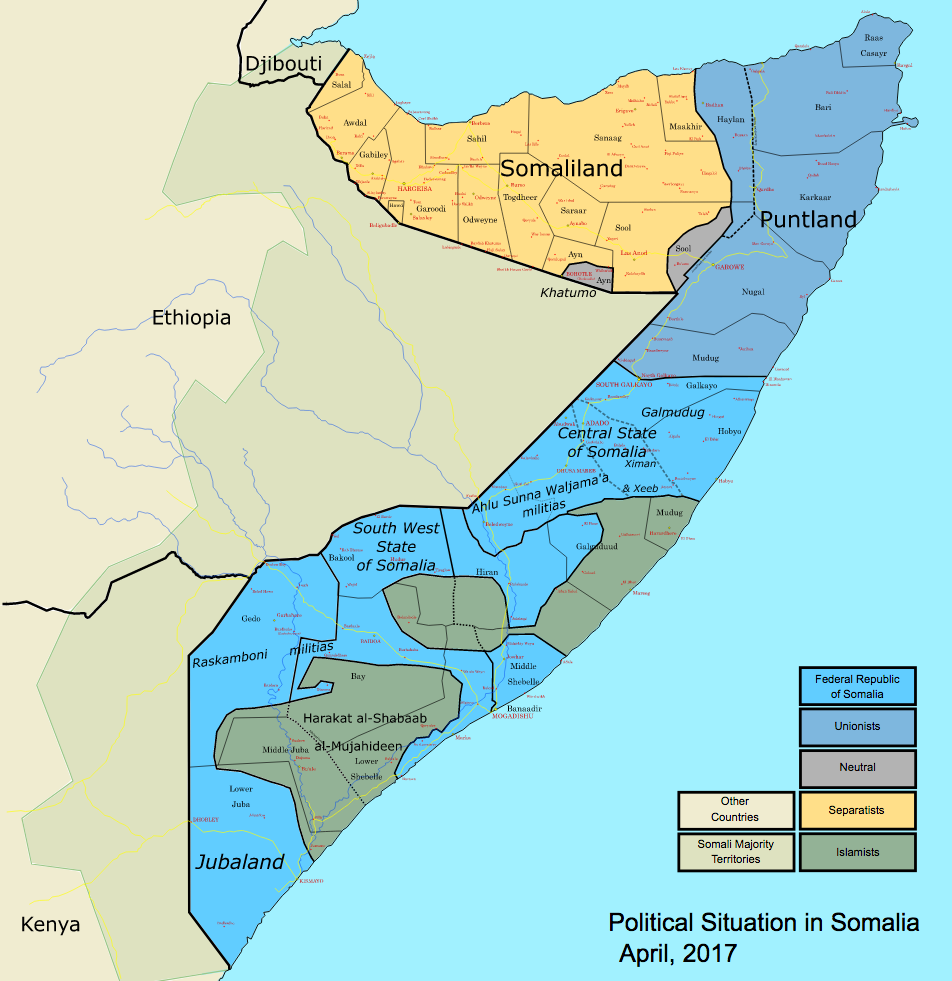
Политическая ситуация в Сомали по состоянию на март 2013

К 10 ноября 2011 года Кенийские войска вышли на рубеж, находящийся в 120—130 км от границы Сомали и Кении. К этому времени, по данным кенийских военных, боевики изменили тактику ведения боевых действий. Основными приёмами исламистов стали организация засад и массированное использование самодельных взрывных устройств. Боевики действовали маленькими мобильными группами по 5-6 человек и после нападения из засады быстро выходили из непосредственного соприкосновения с кенийскими войсками.
20 ноября Аль-Шабааб заявил, что уничтожил кенийский корабль. Власти Кении опровергли это утверждение.

#### Наступление союзников в южном и центральном Сомали
31 декабря войска Эфиопии численностью около 3000 человек при поддержке правительственной армии Сомали отбили город Беледвейне, административный центр провинции Хиран у исламистов. Город был атакован ранним утром, и захвачен после нескольких часов упорных боевых действий. В ходе боя погибло около 20 человек. Руководство Аль Шабааба подтвердило факт сдачи города, отряды исламистов покинули Беледвейне, чтобы избежать окружения.
7 января 2012 года в результате авианалёта кенийских ВВС на юге Сомали было убито около 50 исламистов, ещё около 60 было ранено, а также уничтожено 9 «техничек». В то же время кенийские военные захватили несколько деревень в провинции Гедо.
22 февраля вооружённые силы Эфиопии захватили город Байдабо, третий по величине город Сомали. До этого Байдабо длительное время находился в руках исламистов. По информации военных, населённый пункт был взят без боя, боевики покинули его до прибытия эфиопов. Однако, впоследствии повстанцы попытались окружить город. Миномётные атаки на гарнизон города и террористические атаки продолжаются.
2 марта Вооружённые силы Сомали при содействии миротворческих сил Африканского союза (АМИСОМ) захватили базу боевиков Аш-Шабааба, расположенную недалеко от столицы страны, передаёт телерадиокомпания Би-би-си со ссылкой на местные власти. База боевиков Масла (Maslah), которая располагалась в пяти километрах от Могадишо, была захвачена в ходе военной операции, начатой на рассвете в пятницу.
26 марта войска Эфиопии при поддержке проправительственных отрядов сомалийцев из группировки Аль Сунна Уальяма захватили одну из ключевых баз Аль Шабааба в центральном Сомали — город Эль Бур. Сообщается, что исламисты покинули город до прибытия колонны эфиопской бронетехники и сомалийского ополчения.
В результате, к апрелю 2012 года Аль-Шабааб потерял ряд ключевых баз и городов в центральном и южном Сомали под натиском правительственных войск, а также Эфиопии и Кении, при активной поддержке США. Следует подчеркнуть ведущую роль в операции армии Эфиопии, которая нанесла наиболее серьёзные поражения исламистам. Армия Кении, в то же время, за первые 100 дней операции не захватила ни одного крупного города на юге Сомали, ограничившись лишь борьбой с партизанами и авианалётами на позиции Аш-Шабааба. Крупнейший южный порт Сомали Кисмайо и ряд других городов на юге страны по прежнему в руках исламистов.

#### Борьба за центральные районы Сомали
К апрелю 2012 года, по оценке Национальной службы безопасности Сомали, в результате потерь в боях и в результате болезней численность бойцов Аль-Шабааба снизилась до 6000—8000 человек, включая иностранных бойцов. Более 700 исламистов было захвачено правительственными войсками за предшествующие два месяца. В результате исламисты вынуждены были активно заняться вербовкой молодёжи для восполнения потерь. Из-за невозможности противостоять превосходящим силам противника на сразу нескольких фронтах, Аль-Шабааб начал перегруппировку сил.
Аль-Шабааб по прежнему сохранял активность в провинциях Нижняя и Верхняя Джуба. Раньше исламисты имели поддержку местных кланов и получали значительную часть своих доходов от сборов налогов в этих областях, а также за счёт контроля местной торговли и сельского хозяйства. Исламисты по-прежнему контролировали многие местные взлётно-посадочные полосы, а также порты, через которые они получали оружие и боеприпасы, но из-за активных действий кенийской авиации и БПЛА США получать амуницию через эти каналы становилось всё сложнее.
В апреле 2012 года президент Пунтленда Абдирахман Фароле заявил, что повстанцы из Аш-Шабааба, после потери ряда ключевых цитаделей на юге страны, переместились на север Сомали. Президент сказал, что они собираются на территории Пунтленда в горах Галгала и на хребте Голис, на границе Пунтленда с Сомалилендом. «Мы считаем, что эти вооружённые люди и их лидеры являются угрозой для безопасности нашего региона» — заявил Фароле, добавив, что готов послать свои силы для борьбы с ними. Появление боевиков Аш-Шабааба на севере Сомали может свидетельствовать о значительной перегруппировке сил, предпринятой исламистами в связи с рядом поражений на юге страны. По одной из версий, исламисты создают базы на севере Сомали для того, чтобы упрочить связи с Аль-Каидой, чьи базы находятся в Йемене и отделены от Пунтленда лишь небольшим участком Аденского залива.
14 апреля боевики из Аш-Шабааба обстреляли аэропорт, здание администрации и больницу в городе Байдабо из миномётов. Вскоре после заката бойцы из Аль-Шабааба начали точечную стрельбу по международному аэропорту и зданию администрации города. Проправительственные войска, эфиопские отряды и солдаты из АМИСОМ открыли ответный миномётный огонь по позициям боевиков.
21 мая правительственные войска и отряды АМИСОМ начали операцию под кодовым названием «Освободи Шебел» с целью освободить город Афгойе, который являлся местом прибежища самого большого числа беженцев на Земле. Город также являлся крупнейшей базой группировки Аш-Шабааб в окрестностях столицы. В ходе операции, 25 мая правительственным войскам и миротворцам удалось захватить Афгойе, находящийся в 30 километрах от Могадишо и пересечь реку Уэби-Шабелле. Эта победа проправительственных сил была особенно значима, так как город имеет важное стратегическое значение и находится на пересечении путей, ведущих в порт Марка и город Байдабо.

#### Осада Кисмайо
29 мая флот Кении обстрелял главную цитадель группировки Аш-Шабааб портовый город Кисмайо. Кения заявила, что обстрел был произведён в ответ на стрельбу боевиков по патрульным катерам с берега. Местные источники сообщают, что в результате обстрела в городе была убита женщина и её маленький сын
30 мая представители группировки Аш-Шабааб устроили покушение на президента Сомали Шарифа Ахмеда. Покушение было совершено на дороге из Могадишо в город Афгойе, куда президент совершал инспекционную поездку. В результате инцидента президент не пострадал, легко ранены двое его охранников.
31 мая силы Африканского союза, состоящие из войск Кении, захватили город Афмадоу, важную базу исламистов и второй по величине город на юге Сомали. Сообщается, что боевики из Аш-Шабааба заблаговременно покинули город, не вступая в сражение. Афмадоу имеет важное стратегическое значение, так как расположен на пересечении дорог, ведущих во все области Сомали. Кроме того, захват города открывает дорогу к Кисмайо, важнейшей базе исламистов в Сомали. Афмадоу был ключевой целью войск Кении с момента их вторжения в Сомали в октябре 2011 года.
6 июня вертолёты Кении обстреляли Кисмайо с воздуха, в то же время флот Кении вёл огонь по позициям исламистов с моря. По данным кенийских военных, в ходе обстрела было убито 11 боевиков. Местные источники сообщают о потерях среди мирного населения. Также они говорят о том, что Аш-Шабааб забаррикадировал город, запрещая кому-либо покидать его и готовится к ожесточённой обороне.
10 июня эфиопские силы покинули город Эль Бур, который был вновь занят боевиками Аш-Шабааба. Причина вывода эфиопской армии из города, находящегося всего в 150 километрах от границ Эфиопии, не совсем понятна.
В начале сентября 2012 года сомалийские войска при поддержке армии Кении захватили порт Марка и город Миидо
29 сентября в ходе ожесточённого сражения был захвачен город Кисмайо, главная цитадель Аш-Шабаба на юге Сомали. В ходе операции кенийские войска десантировались в город с кораблей.

## Теракты Аль-Шабааба во время конфликта
24 октября 2011 года 14 человек получили ранения в кенийской столице, где в ночном клубе взорвалась граната. По предварительной версии, речь идёт о теракте, совершённом Аль-Шабаабом.
10 марта 2012 года по меньшей мере четыре человека погибли и десятки получили ранения в результате взрывов на автовокзале в столице Кении Найроби. В находившихся на остановке людей неизвестные преступники бросили три гранаты. Наблюдатели связывают теракт с операцией, которую кенийская армия проводит против боевиков исламистской группировки «Аш-Шабааб».
14 марта 2012 года в Могадишо прогремела серия взрывов, направленных против высших чиновников. Первый взрыв произошёл на территории резиденции президента страны. В результате атаки террориста-смертника были убиты как минимум три человека. Ещё как минимум четверо были ранены в результате другого взрыва, прогремевшего рядом с резиденцией спикера местного парламента. Ответственность за теракты на себя взяла исламистская группировка «Аль-Шабааб».
4 апреля 2012 года в Национальном театре в Могадишо произошёл теракт. Погибли, как сообщается, по меньшей мере, 10 человек. Среди них — глава Олимпийского комитета Сомали и президент Сомалийской федерации футбола. Ответственность за теракт взял на себя «Аль-Шабааб».